# Angela Vode

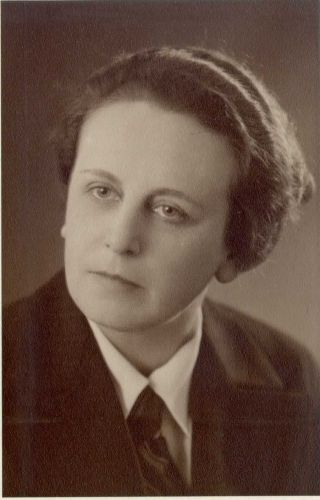

Angela Vode (ur. 5 stycznia 1892 w Lublanie, zm. 5 maja 1985) – słoweńska działaczka polityczka i społeczna, nauczycielka, pionierka walki o prawa kobiet w Słowenii. 

## Życiorys

### Wczesna działalność
Angela Vode urodziła się w Lublanie, w ówczesnych Austro-Węgrzech. Była córką ubogiego robotnika kolejowego, trzecim z pięciorga dzieci. Jej ojciec zmarł, gdy miała dwanaście lat, matka o imieniu Frančiška, o której nic bliższego nie wiadomo, żyła do 1919 r. Po ukończeniu kolegium nauczycielskiego w Lublanie w 1912 roku Angela Vode pracowała jako nauczycielka w kilku szkołach w Lublanie. W 1917 r. została zwolniona za związki z młodzieżową organizacją Odrodzenie (Preporod), występującą przeciwko Austrii i za utworzeniem niepodległego państwa Słowian południowych. Według innego źródła przyczyną zwolnienia było publiczne opowiadanie się przez nią za autonomią dla Słoweńców, która jej zdaniem nie była możliwa do osiągnięcia w państwie austro-węgierskim oraz fakt, że nie była religijna.
W latach 1917–1921 pracowała w banku, następnie jako sekretarka w fabryce, następnie na podobnym stanowisku w Jugosłowiańskiej Partii Socjaldemokratycznej. Od 1919 r. należała do Socjaldemokratycznej Partii Słowenii.

### W okresie międzywojennym
W 1921 roku uzyskała specjalizację w nauczaniu dzieci upośledzonych umysłowo. W tym kierunku kształciła się w Pradze, Wiedniu i Berlinie, zaś w 1921 r., po powrocie do Lublany, zdała państwowy egzamin. Odtąd do 1944 r. pracowała w szkole specjalnej dla niepełnosprawnych w Lublanie. Opublikowała kilka artykułów na temat edukacji dzieci niepełnosprawnych, a w 1936 wydała książkę na ten temat pt. Znaczenie szkół pomocniczych i ich rozwój w Jugosławii (Pomen pomožnega šolstva in njegov razvoj v Jugoslaviji).
W 1920 r. była jednym z członków założycieli Słoweńskiej Partii Komunistycznej, następnie części Komunistycznej Partii Jugosławii. Udział w ruchu komunistycznym traktowała jako akt idealizmu, zrodzonego ze szczerej wiary w walkę z niesprawiedliwością i wspieranie słabszych. Widziała w komunizmie ideał emancypacji społecznej i politycznej.
Vode była jedną z pierwszych słoweńskich aktywistek na rzecz praw kobiet i jednym z pierwszych organizatorów organizacji praw człowieka w swojej ojczyźnie. Opublikowała liczne teksty dotyczące niesprawiedliwości społecznej i praw kobiet. Niektóre z jej najważniejszych książek to Kobieta we współczesnym świecie (Žena v sedanjem svetu, 1934), Kobieta i faszyzm (Žena i fašizam, 1935, napisana w języku serbsko-chorwackim), Płeć i przeznaczenie (Spol in usoda), opublikowana w 1938 r. Domagała się przyznania kobietom prawa do głosowania, walczyła o prawo do aborcji z przyczyn społecznych, a nie tylko medycznych. O pozycji kobiet w społeczeństwie pisała z pozycji marksistowskich, socjalistycznych. Walczyła o równe warunki pracy dla kobiet i mężczyzn oraz o równość w zarobkach niezależnie od płci.
Działała w wielu organizacjach kobiecych w przedwojennej Jugosławii. Pełniła funkcję przewodniczącej Związku Pracujących Kobiet i Dziewcząt (słoweń. Zveza delavskih žena in deklet ) i była członkiem bałkańskiego regionalnego stowarzyszenia Mała Ententa Kobiet. W latach 1927–1937 pełniła funkcję przewodniczącej Ruchu Kobiet (Ženski pokret), w której tworzeniu brała udział w 1926. Była delegatką na Praska Konferencję Małej Ententy Kobiet w 1927 r.; berlińską konferencję Międzynarodowego Sojuszu Sufrażystek Kobiet w 1929 r. oraz na konferencję Międzynarodowej Rady Kobiet w Dubrowniku w 1936 r. Jako że w okresie dyktatury króla Aleksandra po 1934 r. liczne organizacje społeczne były delegalizowane, a następnie zakładane ponownie przez tych samych aktywistów, nazwisko Vode przewija się jeszcze w wielu innych organizacjach kobiecych i nauczycielskich tego okresu.  
W 1939 r. współtworzyła Narodową Radę Bezpieczeństwa (Narodno obrambni svet), zrzeszenie 67 organizacji kobiecych i 185 innych stowarzyszeń. Jego celem miała być propaganda antyfaszystowska.

## II wojna światowa
W 1939 roku Vode ostro skrytykowała pakt Ribbentrop-Mołotow, co doprowadziło do jej wykluczenia z partii komunistycznej.
Po inwazji państw Osi na Jugosławię na początku kwietnia 1941 r. Vode wezwała do utworzenia zjednoczonego frontu antyfaszystowskiego, krytykując słoweńskich komunistów, którzy popierali współpracę Stalina z Hitlerem. Mimo konfliktu z partią komunistyczną, Vode dołączyła do kierowanego przez komunistów Frontu Wyzwolenia Narodu Słoweńskiego po ataku nazistowskich Niemiec na Związek Radziecki w czerwcu 1941 r., kiedy jugosłowiańscy komuniści postanowili rozpocząć walkę zbrojną z siłami okupacyjnymi Osi. Vode została jedną z członkiń Najwyższego Plenum Frontu Wyzwolenia Ludu Słoweńskiego jako przedstawicielka słoweńskich ruchów kobiecych. Pod koniec 1941 roku dołączyła do grupy Stara pravda kierowanej przez lewicowego działacza Črtomira Nagode. W 1942 roku grupa Nagodego została wydalona z Frontu Wyzwolenia z powodu ciągłych nieporozumień ze słoweńskimi komunistami.
Usunięcia z podziemnego ruchu oporu, Vode kontynuowała działalność dobroczynną na własną rękę. Podczas gdy życie w okupowanej przez Włochy prowincji Lublana było trudne, sytuacja była jeszcze gorsza w okupowanej przez Niemców części Słowenii. Wielu Słoweńców uciekało do Lublany przed brutalną antysłoweńską polityką nazistowskich Niemiec. Vode organizowała pomoc dla tych uchodźców. W 1942 r. włoskie siły okupacyjne rozpoczęły egzekucje zakładników w prowincji Lublana. Wówczas Angela Vode napisała petycję do Benito Mussoliniego i zaczęła zbierać podpisy, próbując ratować życie zakładników. Komunistyczna organizacja słoweńska uniemożliwiła jej zbieranie podpisów. Wiosną 1943 Vode została aresztowana przez włoskie władze faszystowskie i spędziła kilka tygodni w więzieniu. W styczniu 1944 została jako komunistka aresztowana przez Niemców i zesłana do obozu koncentracyjnego Ravensbrück. Została zwolniona po sześciu miesiącach, być może dlatego, że jej siostra opiekowała się chorą żoną niemieckiego oficera i zdołała poprosić go o pomoc w uwolnieniu krewnej. Fakt, iż Angela Vode wróciła z obozu, wzbudził wokół niej kolejne podejrzenia w oczach jej politycznych przeciwników. 

## Prześladowania w komunistycznej Jugosławii

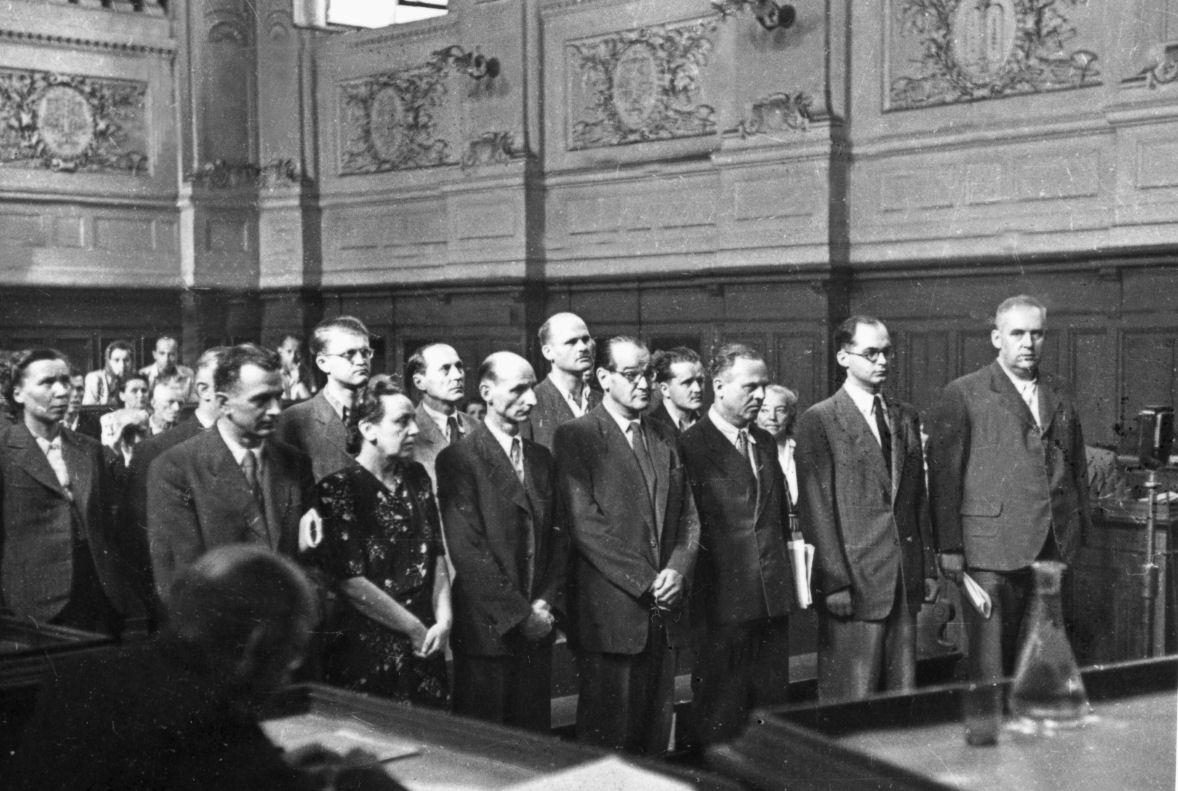
Angela Vode na ławie oskarżonych w pokazowym procesie w 1947 r.

Po II wojnie światowej nadal pracowała jako nauczycielka. Próbowała też organizować polityczną opozycję wobec władz komunistycznych, skrytykowała system oświaty w socjalistycznej Jugosławii i nowy system rządów. W 1947 została aresztowana przez komunistyczną jugosłowiańską tajną policję, była więziona i torturowana przez dwa miesiące. Jesienią 1947 r. stanęła przed sądem razem z Črtomirem Nagodą i kilkoma innymi słoweńskim prozachodnimi politykami i działaczami. Wszystkich oskarżano o to, że są wrogami klasy robotniczej, agentami kapitalizmu, zachodnimi szpiegami. Wszyscy zostali skazani na śmierć lub długoletnie więzienie z pozbawieniem praw obywatelskich.
Angela Vode została oskarżona o „napisanie obszernego raportu szpiegowskiego na temat sytuacji politycznej i gospodarczej w Słowenii, w którym zawarła ciężkie zniesławienia władz ludowych w związku z wojną i zamierzała przedstawić go przedstawicielowi Amerykańskiego Czerwonego Krzyża w Jugosławii”. Została skazana na 20 lat więzienia i pozbawienie wszelkich praw na kolejne 5 lat. Karę odbywała najpierw w zakładzie karnym w Begunju, następnie w więzieniu w zamku Rajhenburg w Brestanicy. Między innymi za sprawą międzynarodowego oburzenia, jakie wywołał jej proces, została zwolniona po sześciu latach, poważnie chora. 
Po wyjściu z więzienia Vode nadal nie posiadała praw obywatelskich. Nie mogła mieć pracy ani żadnych dochodów osobistych. Nie miała ubezpieczenia medycznego ani społecznego. Nie mogła dostać paszportu. Pozostawała pod opieką swojej siostry Ivanki Špindler. Z bibliotek usunięto jej prace. Dopiero w połowie lat 80. mogła zabrać głos publicznie – udzieliła wtedy wywiadu alternatywnemu czasopiśmie Nova revija. Zmarła w 1985 roku. Została pochowana na cmentarzu Žale w Lublanie.  
Pod koniec lat 60. zaczęła w tajemnicy spisywać swoją autobiografię, którą zatytułowała Skriti spomin (Ukryty pamiętnik). Ukończony w 1971 r. tekst został wydany drukiem dopiero w 2004 r. Autobiografia składa się z trzech części: wojennych wspomnień autorki, wspomnień z czasu więzienia i po wyjściu na wolność oraz części trzeciej, w której Angela Vode negatywnie oceniła jugosłowiański komunizm i postawę rządzącej elity, która obiecuje ludziom lepszą przyszłość, a dąży tylko do zaspokojenia własnej chciwości.
Dorobek Angeli Vode zaczął być ponownie odkrywany dopiero po jej śmierci, na fali nowego zainteresowania historią ruchów kobiecych w II poł. lat 80. XX wieku i na początku kolejnej dekady. W niepodległej Słowenii Vode została również całkowicie zrehabilitowana, a wyrok wydany w jej procesie uznano za bezpodstawny. 
Na podstawie jej autobiografii powstał film Angela Vode, skriti spomin.